# Список самых высоких сооружений Екатеринбурга
В список самых высоких сооружений Екатеринбурга включены сооружения, не являющиеся зданиями, высотой более 100 м.
Под сооружениями здесь понимаются постройки, не предназначенные для проживания и (или) деятельности людей (мачты, трубы и прочие технические постройки) или предназначенные лишь частично (телебашни, радиомачты): этажи, пригодные для деятельности людей, занимают <50 % высоты этих сооружений.

## История
В настоящее время самым высоким сооружением города является 263-метровая Шарташская радиомачта.

## Построенные
| Место | Название строения               | Фото | Высота, м | Тип                 | Материал      | Год постройки | Адрес                                 |
| ----- | ------------------------------- | ---- | --------- | ------------------- | ------------- | --- | ------------------------------------- |
| 1     | «Шарташская радиомачта 1»       |      | 263       | Радиомачта          | металл        | 1925 |                                       |
| (2)   | Недостроенная телебашня         |      | 239       | Телевизионная башня | бетон         | Построена в 1986—1989 г. Из-за проблем с финансированием на столб телебашни не была установлена 141-метровая антенна, строительство было остановлено. Снесена в 2018 г. | Степана Разина, 17                    |
| 2     | «Шарташская радиомачта 2»       |      | 211       | Радиомачта          | металл        | |                                       |
| 3     | Телебашня ГТРК «Урал» («ОРТПЦ») |      | 192       | Телевизионная башня | металл        | 1955 | Луначарского, 212                     |
| 4     | «Гурзуфская РТС»                |      | 125       | бывшая глушилка     | металл        | ? | Гурзуфская, 12                        |
| 5     | «Радиорелейная башня»           |      | 124       |                     | бетон, металл | 1962 | ул. Блюхера /переулок Асбестовский, 7 |
| 6     | «Ново-Свердловская ТЭЦ»         |      | ≈120      | труба               | бетон         | 1982 | восточная окраина Екатеринбурга       |

## Использованная литература и источники
1. ↑  CTBUH Criteria for Defining and Measuring Tall Buildings Архивная копия от 3 сентября 2011 на Wayback Machine (англ.)
2. 1 2 3  Екатеринбург. Дата обращения: 13 июня 2010. Архивировано из оригинала 22 декабря 2008 года.
3. ↑  Как у цирка снесли остатки недостроенной телебашни. Дата обращения: 11 апреля 2018. Архивировано 6 апреля 2018 года.
4. ↑  Вещательные объекты Екатеринбурга. Дата обращения: 22 июля 2010. Архивировано 6 сентября 2011 года.
5. ↑  Сотрудники противопожарной службы провели проверку радиорелейной башни в Асбестовском переулке. 4 канал. Дата обращения: 22 июля 2010. Архивировано из оригинала 15 мая 2001 года.